# District du Haut-Dir
Le district du Haut-Dir (en anglais : Upper Dir District, en ourdou : ضلع دیر بالا) est une subdivision administrative de la province Khyber Pakhtunkhwa au Pakistan. Constitué autour de sa capitale Dir, le district est entouré par le district de Chitral au nord, le district de Swat à l'est, le district du Bas-Dir au sud et enfin l'Afghanistan à l'ouest.
Créé en 1996 en le séparant de sa partie basse, le district compte plus d'un million d'habitants en 2023. Il est surtout habité de Pachtounes et est très rural. Le Haut-Dir est situé dans une zone montagneuse, et possède une frontière commune avec l'Afghanistan et les régions tribales du Pakistan, et est ainsi régulièrement victime des violences dues à l'insurrection talibane qui s'est étendue dans la région depuis les années 2000.

## Histoire

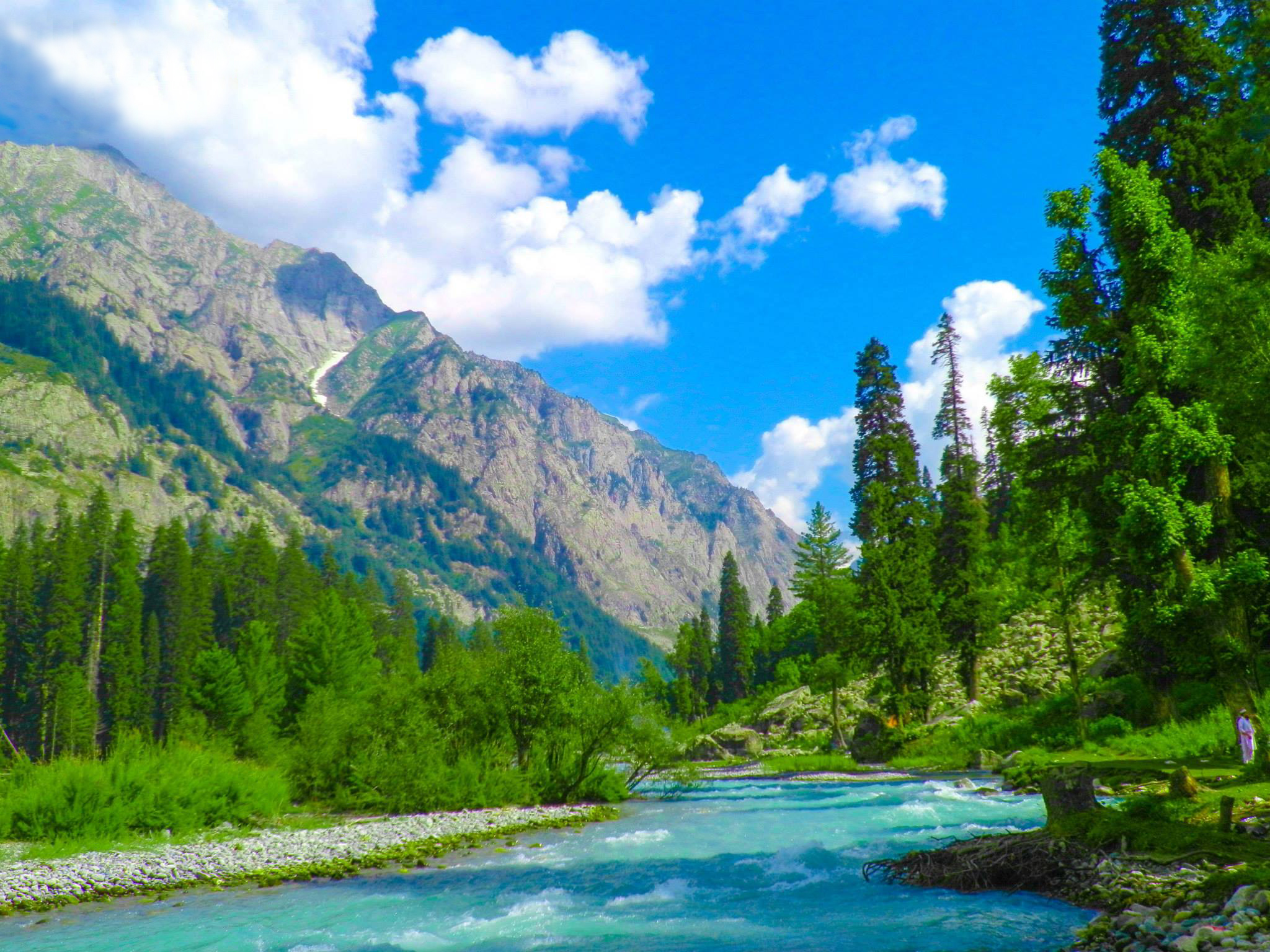
La vallée de Kumrat.

La région de Dir a été sous la domination de diverses puissances au cours de l'histoire, notamment l'Empire moghol. Elle a ensuite été conquise par le Raj britannique en 1848. Au cours du XIXe siècle et du XXe siècle, Dir est un État princier.
En 1947, le  Dir est intégré au Pakistan à la suite de la partition des Indes, bien que la zone ait longtemps soutenu le mouvement Khudai Khidmatgar qui s'était opposé au mouvement pour le Pakistan. L'État princier choisit finalement d'adhérer au pays, avant d'être complètement dissout le 28 juillet 1969 pour devenir un district de la province de Khyber Pakhtunkhwa. Le district du Haut-Dir a été créé en 1996 en divisant Dir en deux parties, le district du Bas-Dir étant limitrophe au sud.

### Insurrection talibane
D'avril à juillet 2009, l'armée pakistanaise concentre des opérations militaires contre les insurgés islamistes dans la région dans le cadre de la Seconde bataille de Swat. Le district de Swat voisin à l'est est principalement concerné, mais des combats se déroulent aussi à Dir. Alors que l'armée chasse les talibans, un attentat contre une mosquée tue 38 civils dans le district le 5 juin. En réaction, les tribus locales décident la formation d'une milice soutenant l'offensive militaire des autorités.

## Géographie

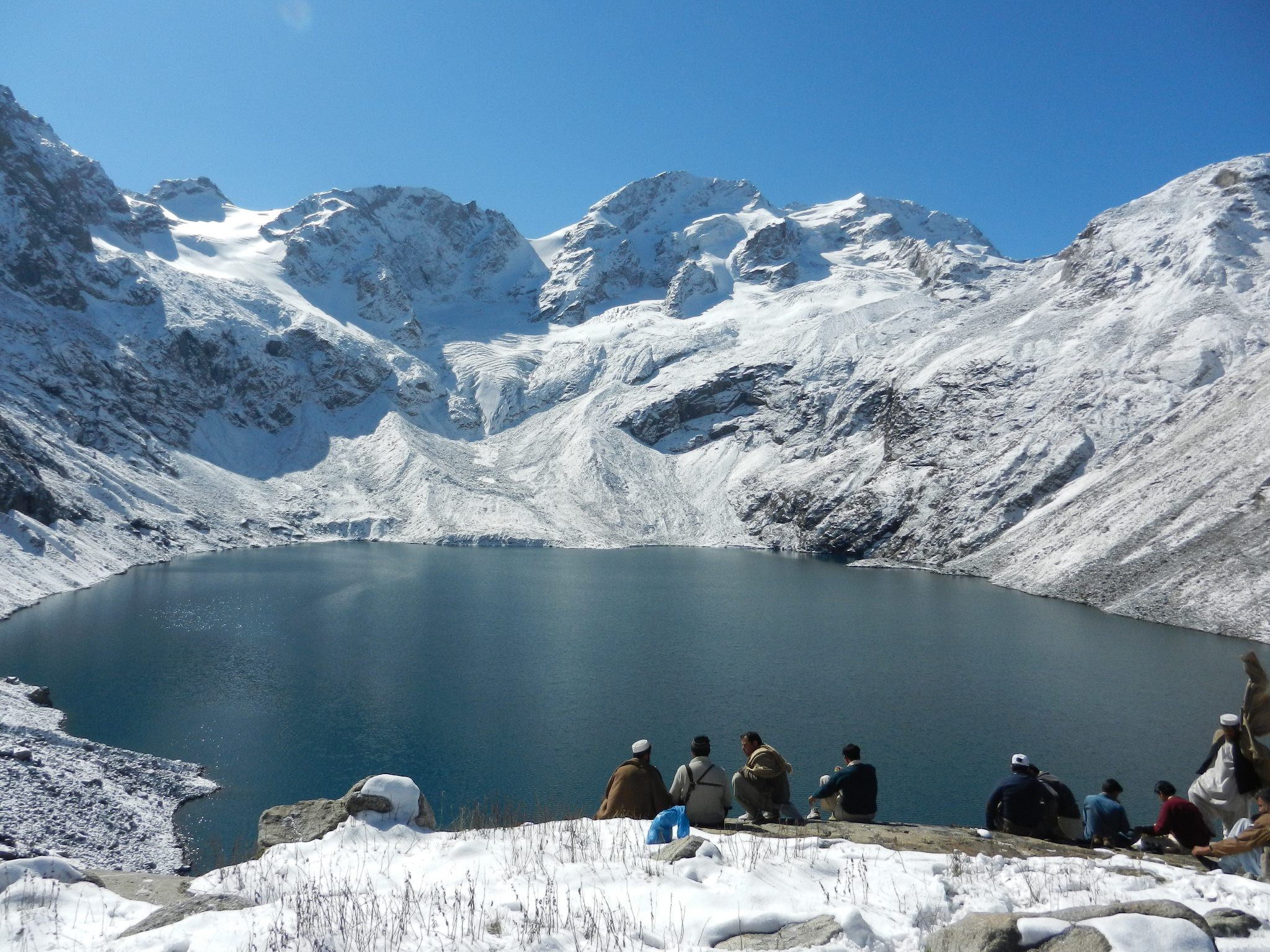
Lac de Jahaz Banda.

Le district du Haut-Dir est situé dans l'extrémité nord-ouest du Pakistan, dans une région montagneuse proche des zones tribales et de l'Afghanistan. On y trouve des paysages verdoyants, des forêts et des vallées traversées de cours d'eau, dont la plus importante est la vallée de Kumrat. Une portion de la rivière Panjkora coule aussi dans la partie haute du Dir. 
À l'est, d'importantes chaînes de montagnes séparent Dir du district de Swat. On y trouve les plus hauts pics de Dir, qui culminent jusqu'à près de 5 000 mètres d'altitude. On trouve aussi dans cette zone des lacs de hautes altitudes, comme le lac Katora qui culmine à 3 500 mètres, et des glaciers. 

## Démographie

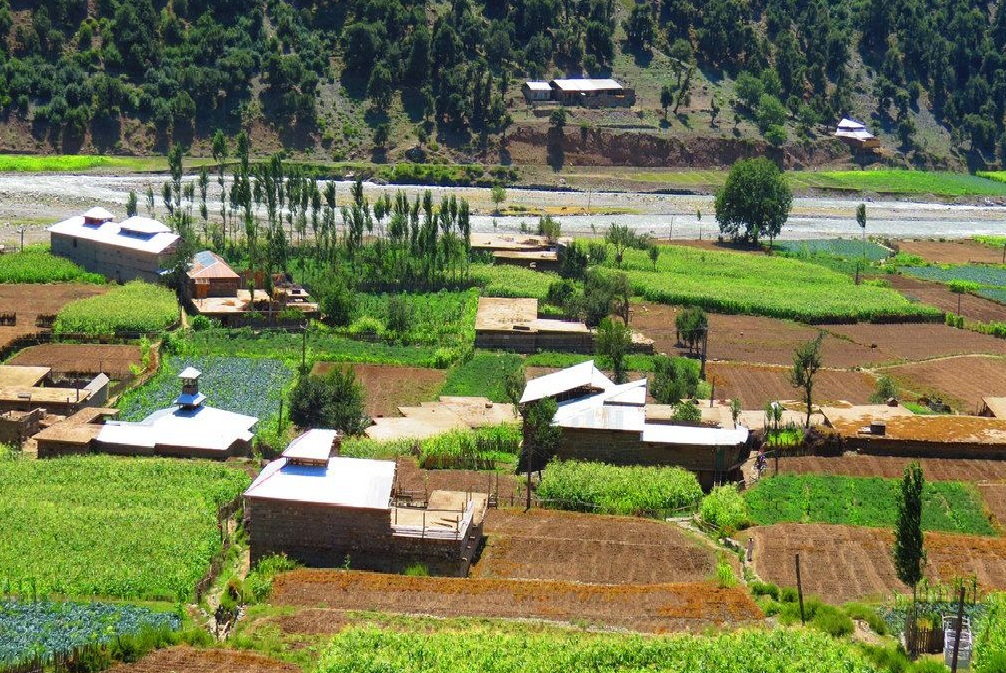
Village sur la vallée de Kumrat.

Lors du recensement de 1998, la population du district a été évaluée à 575 852 personnes, dont seuls 4 % d'urbains. Le taux d'alphabétisation était de 21 % environ, soit moins que les moyennes nationale et provinciale de 44 et 35 % respectivement. Il se situe à 36 % pour les hommes et 6 % pour les femmes, soit un différentiel de 30 points, supérieur aux 23 points pour l'ensemble du pays et mais inférieur aux 32 points de la province de Khyber Pakhtunkhwa.
Le recensement suivant mené en 2017 pointe une population de 946 421 habitants, soit une croissance annuelle de 2,6 %, inférieure à la moyenne provinciale de 2,9 % mais supérieur à la moyenne nationale de 2,4 %. Le taux d'urbanisation monte un peu, à 5 %. L'alphabétisation grimpe à 46 %, dont 65 % pour les hommes et 29 % pour les femmes.
D'après le recensement de 2023, la population atteint 1 083 566 habitants. L'alphabétisation progresse un peu, à 47 %, un peu moins que la moyenne provinciale de 51 %, dont 63 % pour les hommes et 32 % pour les femmes.
La population du district est très majoritairement d'ethnie pachtoune et la langue pachto est parlée par 91 % des habitants en 2023, tandis que 5 % parlent le kohistani de l'Indus. 
La population du district est très largement musulmane à plus de 99 % de la population en 2023. Les minorités religieuses sont très faiblement représentées : 2 300 chrétiens et moins de 200 pour les autres religions.

## Administration

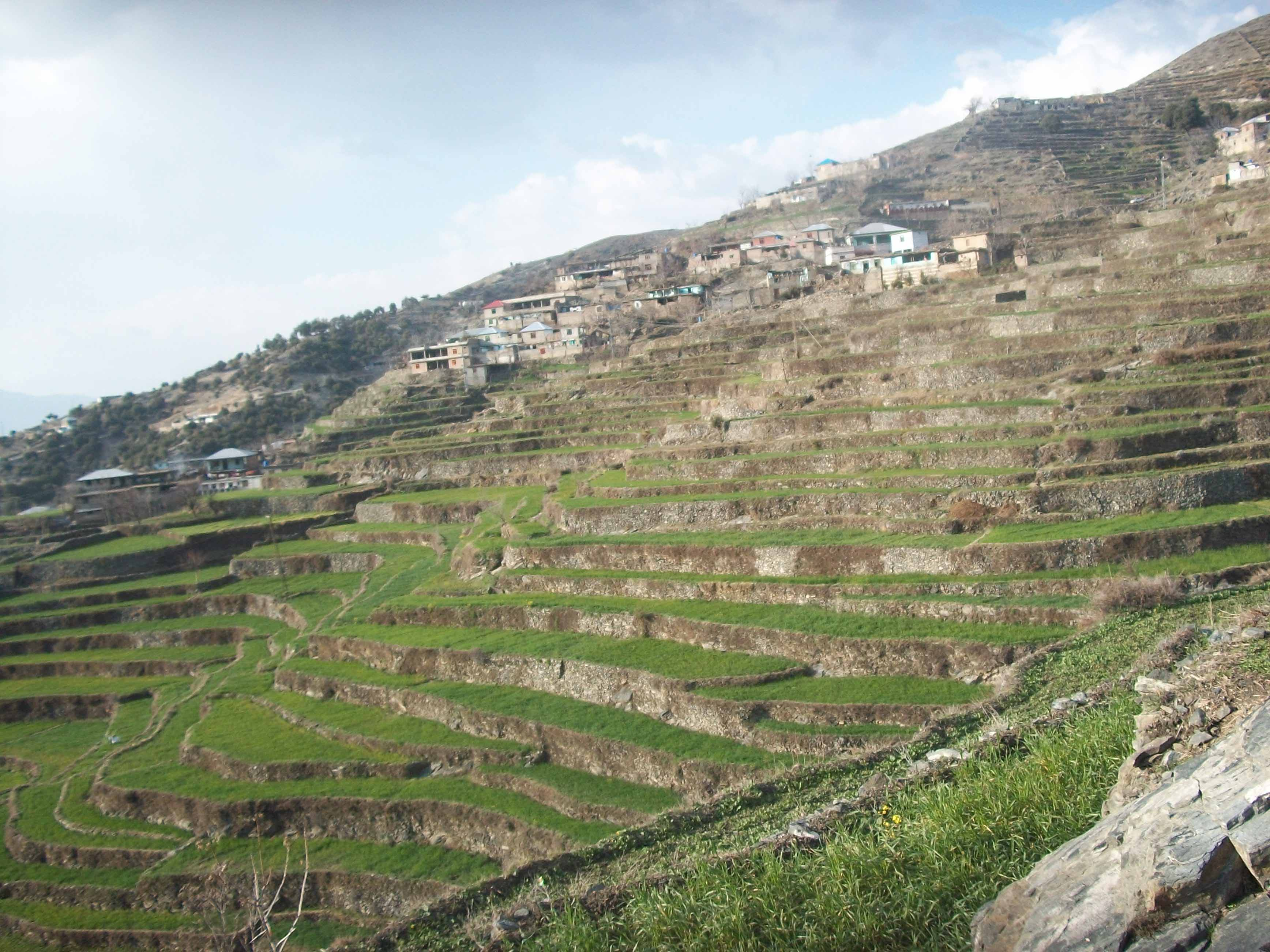
Paysage dans le tehsil de Wari.

Le district est divisé en quatre tehsils ainsi que 31 union Councils.
| Tehsil    | Population (rec. 2023) |
| --------- | ---------------------- |
| Dir       | 384 667                |
| Larjum    | 119 396                |
| Sharingal | 210 356                |
| Wari      | 369 147                |

Le district ne compte qu'une seule ville selon les autorités de recensement, à savoir la capitale Dir, qui regroupe seulement 4 % de la population du district, selon le recensement de 2023.
| Ville | Population (rec. 2023) |
| ----- | ---------------------- |
| Dir   | 47 842                 |

## Politique
De 2002 à 2018, le district est représenté par les trois circonscriptions no 91 à 93 à l'Assemblée provinciale de Khyber Pakhtunkhwa. Lors des élections législatives de 2008, elles ont été respectivement remportées par deux candidats du Parti du peuple pakistanais (PPP) et un indépendant, et durant les élections législatives de 2013, par trois candidats de la Jamaat-e-Islami.
Avec le redécoupage électoral de 2018, le Haut-Dit est représenté par la circonscription no 5 à l'Assemblée nationale et par les trois circonscriptions no 10 à 12 à l'Assemblée provinciale. Lors des élections de 2018, elles sont remportées par deux candidats du PPP, un du Mouvement du Pakistan pour la justice et un de la Muttahida Majlis-e-Amal. 
| Parti                                       | Voix (national) | %       | Élus nationaux | Élus provinciaux |
| ------------------------------------------- | --------------- | ------- | -------------- | ---------------- |
| Mouvement du Pakistan pour la justice       | 66 654          | 31,90 % | 1              | 0                |
| Muttahida Majlis-e-Amal                     | 58 307          | 27,91 % | 0              | 1                |
| Parti du peuple pakistanais                 | 54 383          | 26,03 % | 0              | 2                |
| Ligue musulmane du Pakistan (N)             | 14 498          | 6,94 %  | 0              | 0                |
| Parti national Awami                        | 8 557           | 4,10 %  | 0              | 0                |
| Autres partis                               | 2 429           | 1,16 %  | 0              | 0                |
| Indépendants                                | 4 112           | 1,97 %  | 0              | 0                |
| Total exprimés (participation : 48,26 %)    | 208 940         | 100 %   | 1              | 3                |
| Source : Commission électorale du Pakistan. |                 |         |                |                  |